# Richard Darman

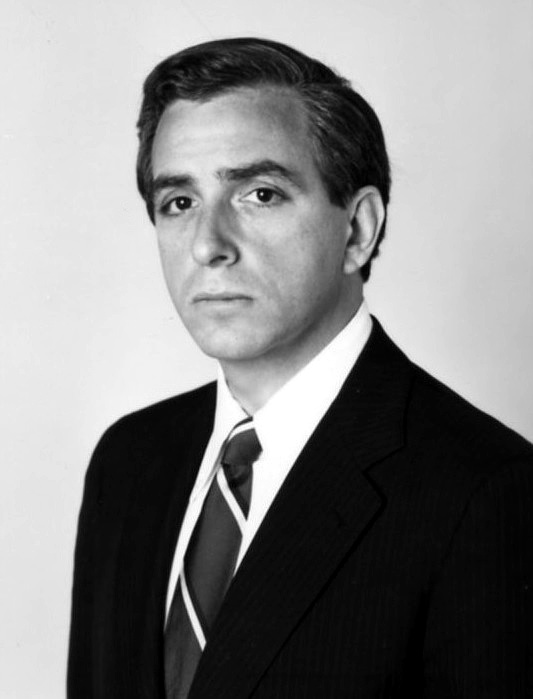
Richard Darman

Richard Gordon Darman (* 10. Mai 1943 in Charlotte, North Carolina; † 25. Januar 2008 in McLean, Virginia) war ein US-amerikanischer Wirtschaftswissenschaftler und Wirtschaftsmanager, der als Direktor des Office of Management and Budget US-Präsident George Bush schließlich davon überzeugte, sein „Keine neue Steuern-Versprechen“ (‚Read my lips: no new taxes‘) aufzugeben.

## Leben

### Mitarbeiter von Elliot L. Richardson
Nach dem Besuch der Rivers Country Day School in Weston (Massachusetts) studierte Darman von 1960 bis 1964 an der Harvard University und schloss dieses Studium mit einem Bachelor of Arts ab. Ein anschließendes postgraduales Studium der Betriebswirtschaftslehre an der Harvard Business School beendete er 1967 mit einem Master of Business Administration (M.B.A.).
In der Folgezeit war er in der Privatwirtschaft tätig und dann seit 1970 im Regierungsdienst tätig, wobei er Berater von Elliot L. Richardson wurde während dessen Amtszeiten als Gesundheits-, Bildungs- und Wohlfahrtsminister, Verteidigungsminister und US Attorney General war. Die Loyalität zu Richardson war dabei so groß, dass Darman den Regierungsdienst quittierte, nachdem Präsident Richard Nixon Richardson im Oktober 1973 anwies, den Sonderermittler in der Watergate-Affäre, Archibald Cox, zu entlassen, dieser sich jedoch weigerte stattdessen am 20. Oktober 1973 von seinem Ministeramt zurücktrat.
Im Anschluss wurde er zunächst Mitarbeiter des Woodrow Wilson International Center for Scholars, kehrte aber 1976 in den Regierungsdienst zurück, nachdem Elliot L. Richardson Handelsminister im Kabinett von Präsident Gerald Ford wurde. Darman selbst wurde Unterstaatssekretär im Handelsministerium (Assistant Secretary of Commerce) und behielt dieses Amt bis zum Ende von Fords Präsidentschaft im Januar 1977.

### Vize-Finanzminister, OMB-Direktor und Wirtschaftsmanager

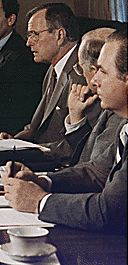
Richard Darman (rechts) neben Dick Cheney und George Bush (1990)

Im Anschluss war er Lecturer für öffentliche Politik an der John F. Kennedy School of Government der Harvard University, ehe er 1981 nach der Wahl von Ronald Reagan zum Präsidenten dessen Assistent wurde und diese Funktion zwischen 1981 und 1985 bekleidete. Danach war er während der zweiten Amtszeit von Reagan stellvertretender Finanzminister (Deputy Secretary of the Treasury) und in dieser Funktion bis 1987 engster Berater seines engen Freundes James Baker.
1987 kehrte er kurzzeitig in die Privatwirtschaft zurück und war bis 1989 Geschäftsführender Direktor von Lehman Brothers. Danach wurde er von Präsident George Bush im Januar 1989 zum Direktor des Office of Management and Budget (OMB) in dessen Kabinett ernannt und behielt diese Funktion bis zum Ende von Bushs Amtszeit im Januar 1993. Dabei erhielt er insbesondere Achtung und Anerkennung, als er 1990 das „Keine neue Steuern-Versprechen“ (‚Read my lips: no new taxes‘) des Präsidenten scharf kritisierte und ihn schließlich dazu brachte, dieses Versprechen angesichts der Wirtschaftslage aufzugeben.
Nach dem Ende von Bushs Amtszeit wechselte er abermals in die Privatwirtschaft und war von 1993 bis zu seinem Tod Partner und Leitender Berater der Carlyle Group, einer der größten US-amerikanischen Private-Equity-Gesellschaften mit Sitz in Washington, D.C. Zuletzt war er außerdem von 2003 bis 2008 Vorsitzender des Board of Directors der AES Corporation. Daneben engagierte sich Darman, der auch Mitglied in den Boards of Directors der IXIS Advisor Funds und des Committee for a Responsible Federal Budget (CRFB) war, im Council on Foreign Relations sowie in der Trilateralen Kommission.
Zeitweise war Darman, der Leukämie verstarb, auch Professor für den öffentlichen Dienst an der Harvard University.